# تارهونيا
تارهونيا Tarhonya باللغة الهنغارية  أو ترهونا باللغة السلوفاكية، وهي عبارة عن المعكرونة بالبيض, غالبًا ما توجد في هنغاريا وأوروبا الوسطى. من المحتمل أن تكون نشأت هذه التسمية نتيجة تأثير الإمبراطورية العثمانية والمطبخ التركي، ومن المحتمل أن تأتي التسمية نسبة إلى ترهانا أو قد تكون التسمية فارسية الأصل، نسبة إلى ترخان باللغة الفارسية. [بحاجة لمصدر] حيث يأتي مسمى آخر وهو "الشعير"، وقد يكون مشتق من تشابه ولو بشكل بسيط مع شعير اللؤلؤ المطبوخ. وذلك بسبب الحجم الكبير نسبيًا للرقائق، وأحيانًا قد يعتبر على أنه نوعًا من أنواع الكفتة.
وفي القرن السادس عشر كانت كتب الطبخ تحتوي بالفعل على تارهونيا، والتي كانت مكتوبة بخط اليد آنذاك. فهو عبارة عن منتج بسيط مصنوع من الماء ودقيق القمح الكامل والبيض، والذي يتشكل بشكل حبيبات عن طريق اليد أو عن طريق التقطيع أو التبشير، مما يجعله يشبه مظهر حبيبات الكسكس الكبيرة. وبالتالي بمجرد مايتم تجفيفها وتخزينها، يمكن تحميصها، ومن ثم غليها قبل استخدامها. وقد تستخدم حبيبات ترهونيا في مجموعة متنوعة من الأطباق، مثلًا تقدم مع يخنات اللحوم أو الخضار أو أطباق البيض أو الدواجن المحمصة أو النقانق المقلية أو في السلطات، وغالبًا يتم قلي الترهونيا بالزبدة أو شحم الخنزير قبل الغليان في المجر.